# Luvunga
Luvunga é um género botânico pertencente à família Rutaceae.